# Vajda Zsigmond
Vajda Zsigmond, születési és 1882-ig használt nevén Weisz Zsigmond (Bukarest, 1859. március 9. – Budapest, Erzsébetváros, 1931. május 22.) festő.

## Életútja
Weisz Dávid és Lissauer Katalin fiaként született. Apja az 1848–49-es forradalom és szabadságharc után hagyta el az országot. Szüleivel 1873-ban települt haza Magyarországra. 1878-tól a budapesti Mintarajziskola növendéke volt, ahol Székely Bertalantól és Lotz Károlytól tanult. Ezt követően Münchenben képezte magát tovább, ahol Benczúr Gyula volt a mestere. Készített több életképet (Bál után, Rabszolganő stb.) valamint történelmi tárgyú festményeket is (Szilágyi Erzsébet stb.). Hírnevét azonban főként falfestményeinek köszönhette.
Legfőbb munkája az Országház számára készített freskósorozata, amely Székely Bertalan stílusát követi. Dolgozott még magánházak, valamint fővárosi és vidéki középületek díszítésén is, mint például a budapesti Széchenyi gyógyfürdő vagy a szegedi városháza. 1898-ban elnyerte a Lotz-díjat. Gyűjteményes tárlata volt 1907-ben a Könyves Kálmán Szalonban, 1921-ben pedig a Nemzeti Szalonban. Művei közül több megtalálható a Magyar Nemzeti Galériában, a debreceni Déri Múzeumban, illetve a Magyar Történelmi Képtárban.
Felesége Behr Henriette (Hermina) volt, akit 1886. január 3-án Budapesten vett nőül. Gyermeke Vajda Ella Etelka (1886–1972), férjezett Radó Leóné. Unokái Radó András (1910–1944), Péter és Tamás.
2013-ban emelt sírt számára a Fiumei úti sírkertben a Nemzeti Örökség Intézete a korábbi, fekvő mészkőlap formájú, tönkrement sírjele helyére (46-3-3.)